# Recopa El País de Clubes del Interior
La Recopa El País de Clubes del Interior fue un corto torneo que enfrentó a los campeones de 1990 y 1991 de la Copa El País en dos ocasiones. Fue organizado por la Organización del Fútbol del Interior.

## Historia
El nombre es en honor del diario montevideano El País, propulsor de la Copa El País. Solo contó con dos partidos en su historia, que fueron disputados por Río Negro de San José de Mayo (campeón de la Copa El País 1990) y Fritsa de Tacuarembó (campeón de la Copa El País 1991). Los dos partidos se jugaron en el Parque "Darío Miranda", escenario del Club Atlético Rampla Juniors, propulsor de este torneo, en la localidad de Risso, Departamento de Soriano. Ambos terminaron con victoria 1 a 0 a favor de Río Negro.

## Lista de campeones
| Año  | Campeón                      | Dpto.    | Subcampeón          | Dpto.      | Resultado |
| ---- | ---------------------------- | -------- | ------------------- | ---------- | --------- |
| 1991 | Río Negro (San José de Mayo) | San José | Fritsa (Tacuarembó) | Tacuarembó | 1-0       |
| 1992 | Río Negro (San José de Mayo) | San José | Fritsa (Tacuarembó) | Tacuarembó | 1-0       |

## Palmarés

### Por clubes
| Club                         | Departamento | Finales ganadas | Finales perdidas | Total | Años campeón | Años subcampeón |
| ---------------------------- | ------------ | --------------- | ---------------- | ----- | ------------ | --------------- |
| Río Negro (San José de Mayo) | San José     | 2               | 0                | 2     | 1991, 1992   | -               |
| Fritsa (Tacuarembó)          | Tacuarembó   | 0               | 2                | 2     | -            | 1991, 1992      |

### Por departamentos
| Departamento | Finales ganadas | Finales perdidas | Total |
| ------------ | --------------- | ---------------- | ----- |
| San José     | 2               | 0                | 2     |
| Tacuarembó   | 0               | 2                | 2     |